# Premjer-Liga 1981/82 (mannenbasketbal)
Premjer-Liga 1981/82 was de 48e editie van de hoogste basketbalcompetitie voor heren in de Sovjet-Unie. In deze tijd heette de competitie nog Major Liga. De competitie werd gespeeld van 2 oktober 1981 tot 11 april 1982. De eindoverwinning ging naar CSKA Moskou.

## Wedstrijdstatistieken

### Eerste fase
| pos | club                | wed | w  | v  | pnt |
| --- | ------------------- | --- | -- | -- | --- |
| 1   | CSKA Moskou         | 22  | 18 | 4  | 40  |
| 2   | Stroitel Kiev       | 22  | 18 | 4  | 40  |
| 3   | Dinamo Moskou       | 22  | 14 | 8  | 36  |
| 4   | Žalgiris Kaunas     | 22  | 13 | 9  | 35  |
| 5   | SKA Kiev            | 22  | 11 | 11 | 33  |
| 6   | Spartak Leningrad   | 22  | 11 | 11 | 33  |
| 7   | VEF Riga            | 22  | 10 | 12 | 32  |
| 8   | Statyba Vilnius     | 22  | 9  | 13 | 31  |
| 9   | Stroitel Koejbysjev | 22  | 8  | 14 | 30  |
| 10  | Dinamo Tbilisi      | 22  | 8  | 14 | 30  |
| 11  | RTI Minsk           | 22  | 7  | 15 | 29  |
| 12  | Kalev Tallinn       | 22  | 5  | 17 | 27  |

### Tweede fase

#### Kwalificatiepoule
| pos | club              | wed | w  | v  | pnt | dv   | dt   | ds   |
| --- | ----------------- | --- | -- | -- | --- | ---- | ---- | ---- |
| 1   | CSKA Moskou       | 36  | 30 | 6  | 66  | 3377 | 2947 | +430 |
| 2   | Stroitel Kiev     | 36  | 27 | 9  | 63  | 3116 | 2877 | +239 |
| 3   | Dinamo Moskou     | 36  | 23 | 13 | 59  | 3439 | 3328 | +111 |
| 4   | Žalgiris Kaunas   | 36  | 23 | 13 | 59  | 3232 | 3096 | +136 |
| 5   | Spartak Leningrad | 36  | 19 | 17 | 55  | 3020 | 2964 | +56  |
| 6   | VEF Riga          | 36  | 15 | 21 | 51  | 3273 | 3417 | -144 |
| 7   | SKA Kiev          | 36  | 13 | 23 | 49  | 3240 | 3300 | -60  |
| 8   | Statyba Vilnius   | 36  | 10 | 26 | 46  | 3017 | 3255 | -238 |

#### Kampioenspoule
| pos    | club            | wed | w  | v  | pnt | dv   | dt   | ds   |
| ------ | --------------- | --- | -- | -- | --- | ---- | ---- | ---- |
| Goud   | CSKA Moskou     | 39  | 32 | 7  | 71  | 3650 | 3211 | +439 |
| Zilver | Stroitel Kiev   | 39  | 29 | 10 | 68  | 3370 | 3131 | +239 |
| Brons  | Dinamo Moskou   | 39  | 24 | 15 | 63  | 3708 | 3611 | +97  |
| 4      | Žalgiris Kaunas | 39  | 24 | 15 | 63  | 3503 | 3362 | +141 |

#### Degradatiepoule
| pos | club                | wed | w  | v  | pnt | dv   | dt   | ds   |
| --- | ------------------- | --- | -- | -- | --- | ---- | ---- | ---- |
| 7   | RTI Minsk           | 34  | 16 | 18 | 50  | 2854 | 2941 | -87  |
| 8   | Dinamo Tbilisi      | 34  | 15 | 19 | 49  | 2818 | 2948 | -130 |
| 9   | Stroitel Koejbysjev | 34  | 11 | 23 | 45  | 2598 | 2733 | -135 |
| 10  | Kalev Tallinn       | 34  | 10 | 24 | 44  | 2542 | 2720 | -178 |

|  | Kampioen   |
|  | Degradatie |
|  | Promotie   |